# Lignerolle
Lignerolle is een gemeente en plaats in het Zwitserse kanton Vaud, en maakt deel uit van het district Jura-Nord vaudois.
Lignerolle telt 374 inwoners.